# Дерикоз Марія Степанівна
Марі́я Степа́нівна Дерико́з (1916 , Дунаївці, Ушицький повіт, Подільська губернія, Російська імперія  — невідомо ) — український державний діяч. Депутат Верховної Ради УРСР першого скликання (1938–1947).

## Біографія
Народилась 1916 року в багатодітній родині селянина-бідняка в селі Могилівка Дунаєвецької волості, тепер у складі міста Дунаївці, Дунаєвецький район, Хмельницька область, Україна. До літа 1931 року працювала в колгоспі.
З 1931 року — чорнороб, ткаля суконної фабрики імені Леніна в місті Дунаївці Кам'янець-Подільської області. У 1934 році вступила до комсомолу.
Була інспектором з охорони праці в цеху, керівником вйськово-санітарного гуртка, профоргом цеху, членом фабричного комітету та комсомольського комітету суконної фабрики імені Леніна. Навчалася в середній школі майстрів соціалістичної праці та в школі партійної просвіти.
Кандидат у члени ВКП(б) з 1937 року.
26 червня 1938 року була обрана депутатом Верховної Ради УРСР першого скликання по Дунаєвецькій виборчій окрузі № 17 Кам'янець-Подільської області.
Член ВКП(б) з 1939 року.
Станом на квітень 1945 року — в евакуації в Барнаулі Алтайського краю, студентка текстильного технікуму.